# Península de Varanger

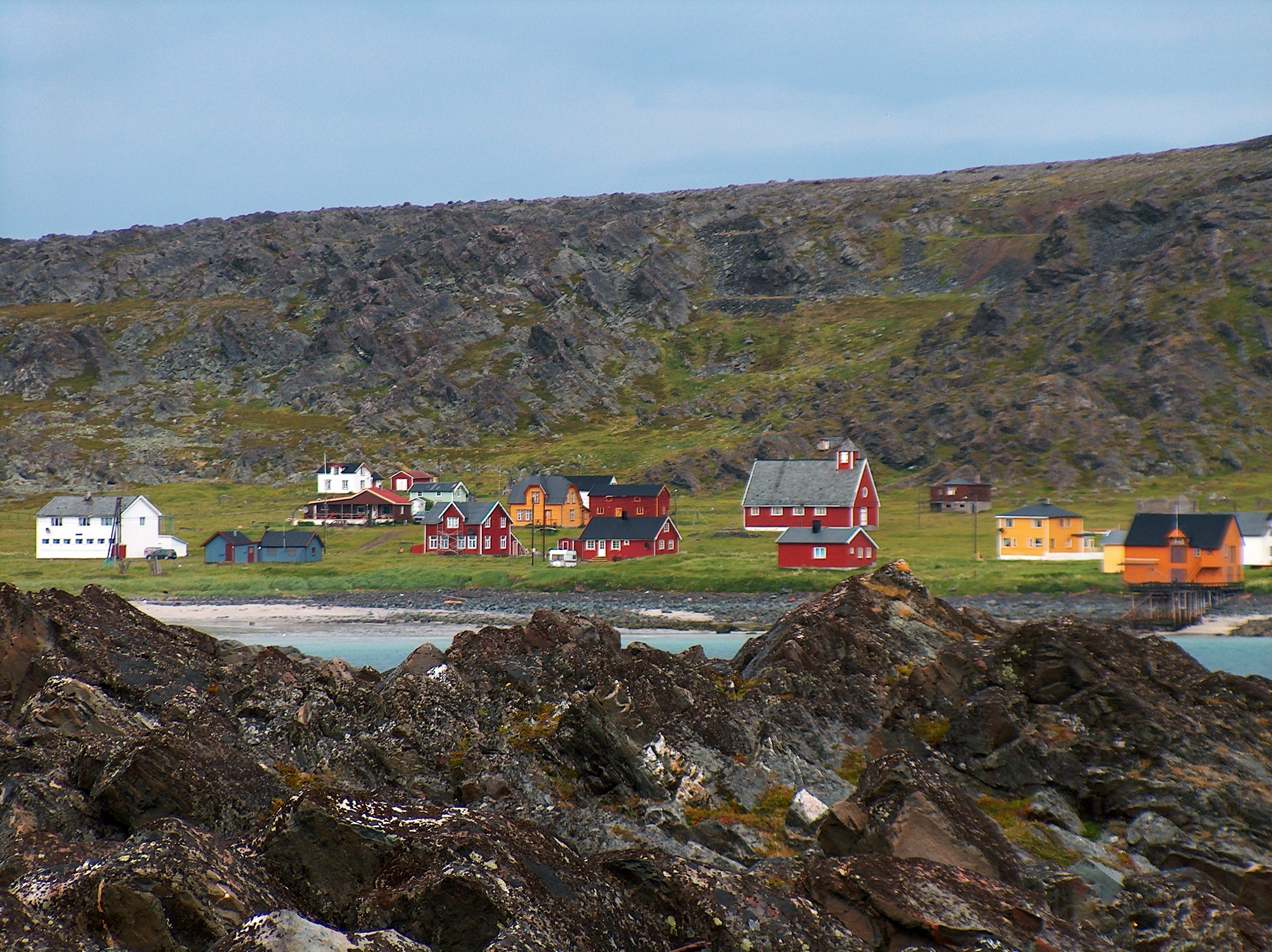
Hamningberg en Båtsfjord es una aldea de pescadores abandonada en la costa septentrional de la península.

La península de Varanger (en noruego, Varangerhalvøya) es una península de Noruega, la península situada más al noreste del país, rodeada por las aguas del mar de Barents y que pertenece a la provincia de Finnmark. 

## Geografía
La península de Varanger tiene los siguientes límites:
- al oeste, el fiordo de Tana (Tanafjord);
- al sur, el fiordo de Varangerfjord y la parte continental;
- al norte y al este, el mar de Barents.

Los municipios que comparten la península, todos pertenecientes a la provincia de Finnmark son Vadsø, Båtsfjord, Berlevåg, Vardø y Unjárga - Nesseby. 
La zona dio su nombre a un episodio de glaciación varangiana. Una gran parte de esta península, incluyendo la ciudad de Vardø ubicada en una isla justo al este del continente, tiene un clima de tundra ártico. Sin embargo, en la costa sur, incluyendo la ciudad de Vadsø, hay suficiente calor veraniego para que crezcan los abedules.

## Fauna
El Directorio noruego para el manejo de la Naturaleza (Direktoratet for naturforvalting) tiene un proyecto en la península para la reintroducción y protección del zorro ártico, una especie que está críticamente en peligro en la parte continental de Noruega. Además de introducir nuevos ejemplares en libertad, se lleva a cabo una regulación mediante la caza de la población del zorro rojo, una especie más grande y fuerte que compite por el mismo nicho ecológico.
Hay muchas especies de aves marinas a lo largo de la costa de la península; algunas especies árticas pasan los inviernos a lo largo de la costa de la península. El Parque nacional de Varangerhalvøya, declarado en el año 2006, protege una gran parte de la península (1804 km²).

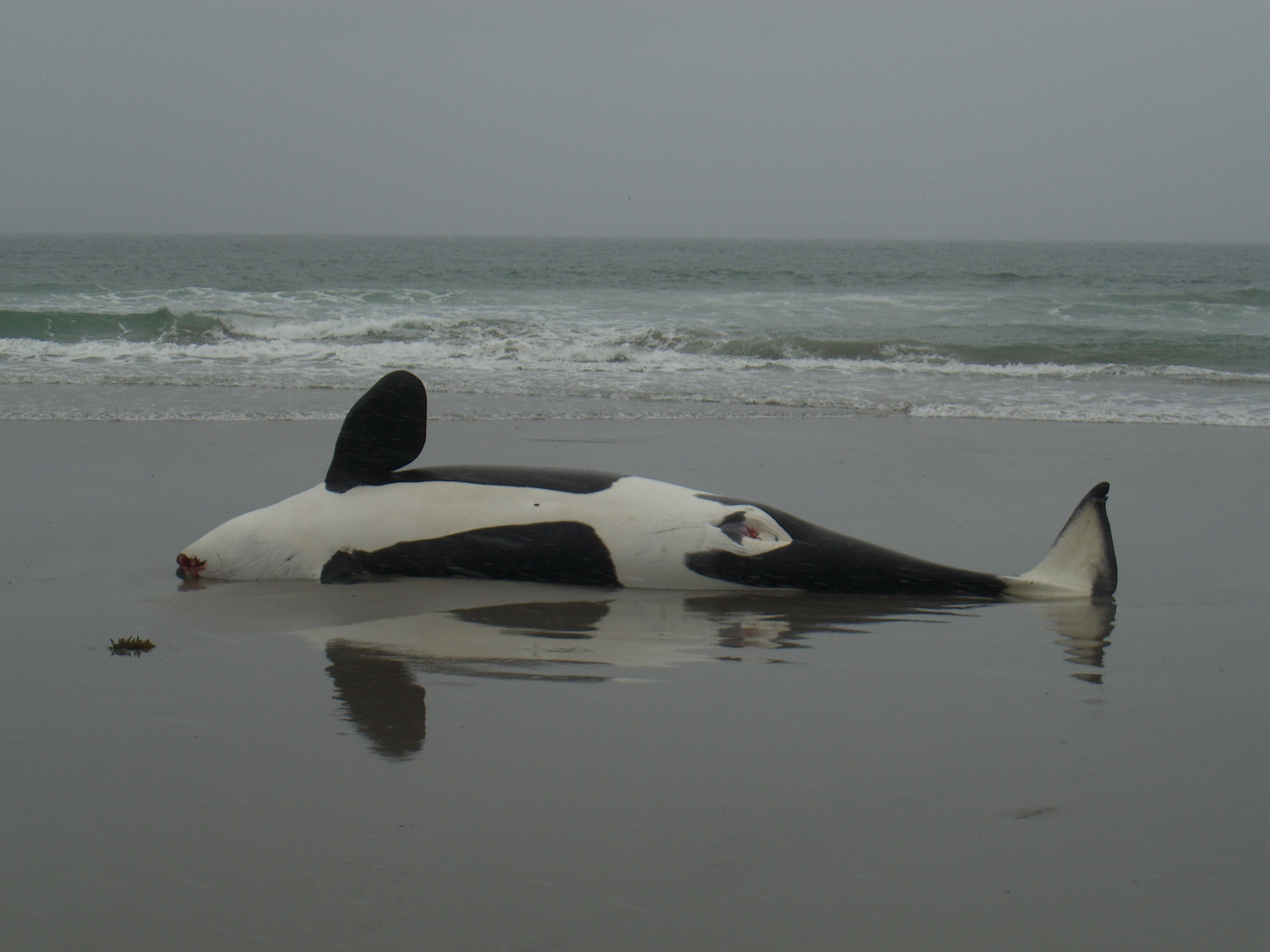
Orca varada en una playa, en la península de Varanger.